# 소낭유

비둘기고기를 먹이는 바위비둘기

소낭유 또는 크롭 밀크(crop milk)는 일부 종의 어미 새의 모이주머니 내벽에서 분비되는 분비물로 어린 새에게 역류된다. 비둘기 젖 또는 피존 밀크(pigeon milk)라고도 불리는 모든 비둘기 사이에서 발견된다. 소낭유는 플라밍고 모이주머니와 수컷 황제펭귄에서도 분비되는데, 이는 이 특성이 독립적으로 진화했음을 시사한다. 암컷만 젖을 생산하는 포유류와 달리 비둘기와 플라밍고의 경우 소낭유는 수컷과 암컷 모두가 생산한다. 펭귄의 경우 수컷만 가능하다. 조류의 수유는 포유류의 수유를 유발하는 호르몬과 동일한 호르몬인 프로락틴에 의해 조절된다. 젖이 아포크린 분비물인 포유류와 달리 소낭유는 홀로크린 분비물이다. 소낭유에는 포유류 젖과 마찬가지로 지방과 단백질이 모두 포함되어 있지만 포유류 젖과는 달리 탄수화물이 포함되어 있지 않다.

## 비둘기 젖
소낭유는 포유류 젖과 물리적으로 거의 유사하지 않지만 비둘기의 경우 구성이 유사하다. 비둘기 젖은 연한 노란색의 코티지 치즈와 비슷한 반고체 물질이다. 우유와 모유보다 단백질과 지방 함량이 매우 높다. 그러나 1939년 비둘기 소낭유에 대한 연구에서는 이 물질에 포유류 젖과 달리 탄수화물(당)이 포함되어 있지 않은 것으로 나타났다. 또한 젖 면역력에 기여하는 항산화제와 면역 강화 인자가 포함되어 있는 것으로 나타났다. 포유류 젖과 마찬가지로 소낭유에도 IgA 항체가 포함되어 있다. 또한 일부 박테리아가 포함되어 있다. 유제인 포유류 젖과 달리 비둘기 젖은 모이주머니의 내벽에서 증식하고 분리되는 단백질이 풍부하고 지방이 풍부한 세포의 현탁액으로 구성된다.